# Woodpeckers from Space
Woodpeckers From Space ist ein Lied und die Debütsingle des Duos Video Kids aus dem Jahr 1984. Der Euro-Disco-Song wurde von den Produzenten Adams/Fleisner geschrieben und produziert und enthält Samples aus dem The Woody Woodpecker Song von Kay Kyser aus dem Jahr 1948. Der Titel erreichte in Norwegen und Südafrika Platz eins der Charts.

## Song und Musikvideo
Der Song handelt vom plötzlichen Erscheinen eines Vogels im Raumanzug. Er bittet den verdutzten Zuhörer, ihn zum angesagtesten Ort der Stadt zu bringen, um dort den Woodpecker-Boogie zu tanzen und zu rappen.
Das Musikvideo zeigt, wie die Bandmitglieder in Flugzeugen herumturnen. Es werden auch Szenen einer Zeichentrickfigur im Raumanzug gezeigt, bei der es sich jedoch nicht um Woody Woodpecker handelt.

## Veröffentlichung
Das Lied ist 3:34 Minuten lang und erschien auf dem Album The Invasion of the Spacepeckers. Auf der B-Seite der Single befindet sich die Instrumental-Version Rap and Sing Along.
Das Stück wurde am 5. Oktober 1984 veröffentlicht und war ein Nummer-eins-Hit in Norwegen und Südafrika. Aufgrund der damaligen politischen Lage wurde der Song in Südafrika erst im Juli 1985 veröffentlicht. Der Titel erschien über mehrere Jahre auf mehreren Best-of-Alben und -Kompilationen, unter anderem aus der Reihe One Hit Wonder.

## Coverversionen
- 1998: Magic Affair
- 2003: Oomph!